# Elizabeth Lee Hazen
Elizabeth Lee Hazen (24 août 1885 dans le Mississippi - 24 juin 1975) est surtout connue pour sa contribution au développement de la nystatine. Son éducation se concentre sur la science et la recherche où elle développe une passion pour la microbiologie. Ses pairs et ses professeurs la connaissent comme une apprenante rapide et une élève brillante. En 1948, elle s'associe à Rachel Fuller Brown pour développer la nystatine, le premier traitement médicamenteux non toxique des infections fongiques chez l'homme. Ses recherches ont de multiples applications allant de la sauvegarde d'arbres infectés à la restauration de peintures et d'œuvres d'art endommagées par la moisissure.

## Jeunesse
Elizabeth Lee Hazen est née le 24 août 1885 à Rich, Mississippi, de William Edgar Hazen et Maggie Harper Hazen. Elle est leur deuxième fille et au milieu de trois enfants,. Ses parents meurent quand elle a quatre ans et les trois enfants sont adoptés par une tante et un oncle,.

## Éducation
Hazen fréquente la Mississippi University for Women (alors Mississippi Industrial Institute and College) et y obtient un baccalauréat ès sciences en 1910. Tout en enseignant la biologie et la physique au lycée à Jackson, Mississippi, elle poursuit ses études en participant à des cours d'été à l'université du Tennessee et à l'université de Virginie. Après son activité d'enseignante, Hazen postule et est acceptée au département de biologie de Columbia pour des études supérieures. Elle obtient une maîtrise en biologie en 1917 puis un doctorat en microbiologie en 1927 à l'université Columbia, dont elle est l'une des premières doctorantes,. Elle officie comme technicienne de laboratoire de diagnostic de l'armée pendant la Première Guerre mondiale. Dans les années 1920, alors qu'elle étudie à l'université Columbia, Hazen travaille avec la ricine et son effet sur la toxine Clostridium botulinum.

## Travail scientifique

### Après l'obtention du diplôme
Elle se lance dans des recherches sur les bactéries et l'immunologie. Elle a l'opportunité en 1931 de travailler avec le département de la santé de l'État de New York. Elle travaille dans la division du laboratoire de diagnostic bactérien à New York, où elle sera à l'origine de plusieurs réalisations majeures. Elle travaille sur le traçage d'une épidémie d'anthrax, la localisation des sources de tularémie et la recherche de la source d'intoxication alimentaire à partir d'aliments mal conservés.
De là, elle travaille au bureau de New York de la division des laboratoires et de la recherche du département d'État de la santé publique. Elle y étudie les champignons et les maladies fongiques, y reprend un projet et commence à produire sa propre collection culturelle. Cette collection et les recherches qui l'accompagnent contribuent à placer son nom au National Inventors Hall of Fame.

### Développement de la nystatine
En 1944, elle est choisie par Augustus Wadsworth, fondateur et chef de la division, pour être en charge d'une enquête sur les champignons et leurs relations avec les bactéries et autres microbes. En plus d'un microbiologiste (Hazen), un biochimiste est également nécessaire, et Rachel Fuller Brown est choisie. Hazen commence à rechercher et à étudier les maladies fongiques, en particulier celles qui sont répandues dans la ville. Cela comprend des maladies telles que la pneumonie et la candidose (muguet), une affection buccale qui rend la déglutition douloureuse. Elle dispose d'une collection croissante de champignons et étudie les effets et les agents antifongiques possibles. Cependant, Elizabeth a besoin de quelqu'un pour identifier et isoler l'activité antifongique se produisant dans les échantillons. Elle est présentée en 1948 par Dalldorf, la direction de la division à Albany, à Rachel Fuller Brown, qui a un laboratoire à Albany.
Leurs recherches commencent par la collecte d'échantillons de sol de tout le pays. Elle cultive des actinomycètes (micro-organismes ayant le plus souvent des propriétés antifongiques) de chaque échantillon et les testent pour voir si une activité fongique est présente. Si une activité est découverte, l'échantillon de sol est expédié à Albany, où Brown prépare des échantillons et des extraits des cultures en isolant les agents chimiques qui semblent avoir la propriété de tuer les champignons. Ces nouveaux échantillons sont ensuite renvoyés à New York, où Hazen teste à nouveau les échantillons pour la toxicité. Elle expose les organismes contre deux champignons, Candida albicans et Cryptococcus neoformans. Elle purifie ensuite des échantillons prometteurs pour d'autres tests d'activité fongistatique et fongicide.
En 1948, Hazen et Brown commencent à chercher un agent antifongique efficace. Hazen découvre un micro-organisme prometteur dans le sol de la ferme laitière d'un ami. Elle le nomme Streptomyces noursei, du nom de William Nourse, le propriétaire de la ferme. S. noursei s'avère produire deux substances antifongiques. L'un s'avère toxique pour les souris, mais l'autre, une fois purifié, s'avère efficace contre la candidose et un champignon qui envahit les poumons et le système nerveux central. En 1950, Hazen et Brown présentent leur découverte, le premier antibiotique antifongique sûr et efficace, à l'Académie nationale des sciences. Elles le nomment d'abord fongicide, plus tard renommé nystatine en l'honneur de leur employeur, le département de la santé publique de l'État de New York,. Après que plusieurs études animales et humaines se soient avérées satisfaisantes pour la FDA, la nystatine est mise sur le marché par ER Squibb & Sons en 1954 et rapporte plus de 135 000 $ la première année. Hazen et Brown font don de leurs redevances, plus de 13 millions de dollars, à un fonds fiduciaire créé pour la science et l'avancement des femmes dans la science.
Vers la fin de sa vie, Elizabeth Lee Hazen reçoit une série de récompenses, dont le prix Squibb en chimiothérapie, le prix Rhoda Benham de la Medical Mycological Society of the Americas, un diplôme honorifique des collèges Hobart et William Smith et le prix Chemical Prix Pionnier de l'American Institute of Chemists. En 1994, près de 20 ans après sa mort, elle est nommée et acceptée au National Inventors Hall of Fame.